# Габышев, Михаил Прокопьевич
Михаил Прокопьевич Габышев (21 ноября 1928, Арагасский наслег, Мегино-Кангалаский улус, Якутская АССР, , РСФСР, СССР — 26 июня 2016, г. Якутск, Республика Саха (Якутия), РФ) — якутский и российский государственный, политический и общественный деятель, историк.

## Ранние годы
Родился 21 ноября 1928 года в Арагасском наслеге, Якутской АССР.
В 1947 г. окончил Якутский рабфак и в том же году поступил в пединститут на исторический факультет. После окончания института, работал учителем в родном районе. В отделе народного образования М. П. Габышев сначала работал инспектором (1954-56 гг.), затем заведующим (1961-62 гг.).

## На партийно-государственной работе
С 1962 г. — избран вторым секретарем Якутского областного комитета КПСС.
Избран делегатом ХХIV съезда КПСС от ЯАССР.
В 1972—1984 г. — заместитель Председателя Совета Министров ЯАССР.

## Работа с архивом
Более 20 лет Михаил Прокопьевич, многоопытный историк, большой знаток и ценитель языка, работал главным редактором республиканской книги «Память». Одновременно он являлся заместителем председателя Республиканского отделения Советского комитета защиты мира и заместителем председателя Республиканского отделения Советского фонда мира.
Благодаря Михаилу Прокопьевичу, его государственному опыту, организаторскому таланту и беззаветному служению народу, в 1989—2005 годах был создан 9-томный печатный мемориальный памятник воинам-якутянам, погибшим на полях сражений и вернувшимся домой с победой, особо отличившимся труженикам тыла.
В поименной мемориальной книге «Память» Республики Саха (Якутия) увековечены имена 62 509 человек, призванных в действующие армии Великой Отечественной войны 1941—1945 годов. Удалось установить, что воины-якутяне сражались в составе всех родов войск. Также по решению республиканского оргкомитета «Победа» отдельным списком включены 52 погибших воина-якутянина, призванных военкоматами республики в Афганистан и на Северный Кавказ.

## Награды
М. П. Габышев кавалер орденов «Знак Почета» и Трудового Красного Знамени, награждён многими медалями, заслуженный работник культуры Якутской АССР, лауреат двух Государственных премий: имени М. К. Аммосова и имени П. А. Ойунского, Почетный гражданин Мегино-Кангаласского района.
Указом Президента Республики Саха (Якутия) от 31 октября 2008 года № 1187 Габышеву Михаилу Прокопьевичу присуждена Государственная премия Республики Саха (Якутия) имени М. К. Аммосова в области государственного строительства за 2008 год за заслуги в области государственного строительства республики, активную подвижническую общественную деятельность, многолетнюю добросовестную работу в государственной гражданской службе и личный вклад в увековечение памяти участников Великой Отечественной войны.

## Семья
Жена — Габышева Аксинья Дмитриевна, заслуженная учительница Якутской АССР.
5 детей в семье — Дмитрий, Петр, Светлана, Антонина, Клавдия.

## Труды
- Ини-биилэр умуллубат төлөннөрө : Саха сириттэн ини-биилэр 1941—1945 сс. Аан дойду сэриитигэр кыттыыларын туһунан Мемориал кинигэ / Михаил Прокопьевич Габышев. — Якутскай : Сахаполиграфиздат, 1996. — 216 с. : ил.
- Герои Социалистического Труда и полные кавалеры трех степеней ордена Трудовой Славы / [составители: К. Е. Павлов, П. И. Уаров; редактор М. П. Габышев]. — Якутск : Бичик, 2007. — 41, [1] с. : портр.
- Неиссякаемая память народа / М. П. Габышев; [ главный редактор И. В. Борисов; редактор Д. П. Андреева]. — Якутск : Медиа-холдинг «Якутия», 2015. — 165, [2] с. : ил., портр.
- Память : в 10 т. / Республика Саха (Якутия) ; [редколлегия: М. П. Габышев (рук.) и др. ; первое предисловие и вступительная статья Д. В. Кустурова]. – Якутск : Нац. кн. изд-во, 1992–2009.
- Трудовая слава Якутии : почетные граждане Республики Саха (Якутия), городов и улусов. В 3 томах / Правительство Республики Саха (Якутия) ; [автор-составитель М. П. Габышев, К. Е. Павлов]. – Якутск : Сахаполиграфиздат, 2003 – 2010.
- Якутяне в Великой отечественной… (1941—1945 гг.) / [составители-редакторы: Л. Владимиров, М. Габышев, Д. Кустуров; редколлегия: К. К. Корякин, В. Н. Иванов, М. П. Габышев и др. ; фотографии В. Яковлева; автор вступительной статьи М. Е. Николаев]. — Japan : Toppan Printing Co., Ltd, 1995. — [212] с. : ил., портр.